# Форньйот (супутник)
Форньйот, також Сатурн XLII (лат. Fornjot, давньоскан. Fornjótr) —  природний супутник Сатурна. Відкритий 12 грудня 2004 року Скоттом Шеппардом, Девідом Джевіттом і Дженом Кліна в обсерваторії Мауна-Кеа.
Назву супутник отримав у квітні 2007 року. В скандинавській міфології Форньйот — бог штормів, батько Егіра, Карі та Логі.
Форньйот належить до скандинавської групи нерегулярних супутників Сатурна (підгрупа Феби).

## Корисні посилання
- Супутники Сатурна. Дані Інституту астрономії. [Архівовано 15 травня 2011 у Wayback Machine.](англ.)
- Циркуляр МАС №8523: Оголошення про відкриття нових супутників Сатурна[недоступне посилання з вересня 2019](англ.)
- Електронний циркуляр ЦМП MPEC 2005-J13: Дванадцять нових супутників Сатурна [Архівовано 29 травня 2012 у Archive.is](англ.)
- Циркуляр МАС №8826: Назви нових супутників Сатурна і Юпітера [Архівовано 10 січня 2020 у Wayback Machine.](англ.)
- Супутники Сонячної системи — S/2004 S 8 [Архівовано 28 листопада 2006 у Wayback Machine.](англ.)(пол.)